# 拉维勒讷沃 (上马恩省)
拉维勒讷沃（法語：Lavilleneuve，法語發音：[lavilnœv]）是法国上马恩省的一个市镇，位于该省东南部，属于朗格勒区。

## 地理
拉维勒讷沃（48°2'20"N, 5°30'36"E）面积5.15 平方千米，位于法国大東部大區上马恩省，该省份为法国东北部内陆省份，北起马恩省和默兹省，西接奥布省，西南接科多尔省，东南接上索恩省，东临孚日省。
与拉维勒讷沃接壤的市镇（或旧市镇、城区）包括：瓦勒德默兹、朗日库尔。

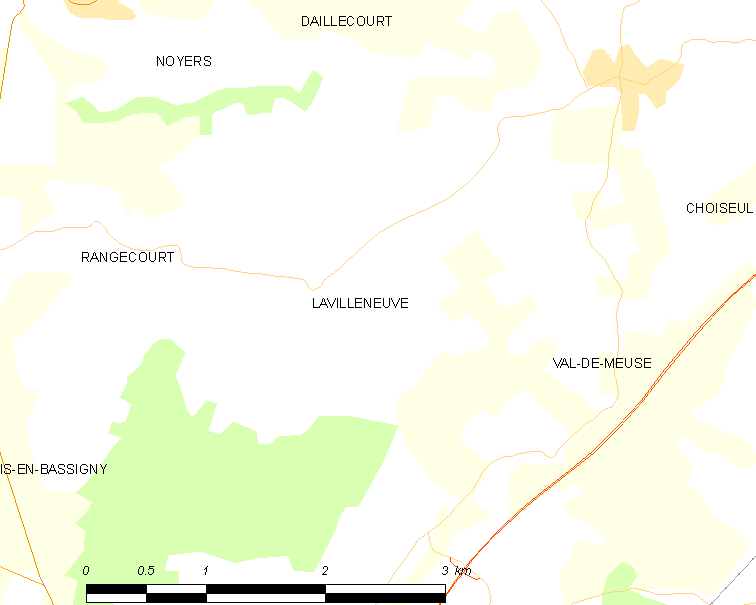
的OSM定位图

拉维勒讷沃的时区为UTC+01:00、UTC+02:00（夏令时）。

## 行政
拉维勒讷沃的邮政编码为52140，INSEE市镇编码为52277。

## 政治
拉维勒讷沃所属的省级选区为波旁莱班县。

## 人口

1962-2008年间人口变化图示

拉维勒讷沃于2022年1月1日时的人口数量为57人。